# ام‌وی گادیلا
ام‌وی گادیلا (به انگلیسی: MV Gadila) یک کشتی بود که طول آن ۴۶۳ فوت (۱۴۱ متر) بود. این کشتی در سال ۱۹۳۴ ساخته شد.